# تاترا بانکا
تاترا بانکا (انگلیسی: Tatra banka) شرکت خدمات مالی و بانکداری اسلواک است، که در سال ۱۹۹۰ تأسیس شد.